# La elegante pecadora
La elegante pecadora (título original The Exquisite Sinner) es una película dramática muda estadounidense de 1926, dirigida por Josef von Sternberg y adaptada por Alice Duer Miller a partir de la novela Escape, de Alden Brooks. Está protagonizada por Conrad Nagel y Renée Adorée y la productora, la compañía Metro-Goldwyn-Mayer (MGM) no ha permitido aún su libre circulación.

## Resumen
La película trata de un joven francés que procede de una familia adinerada, propietaria de una empresa de sedas. Dominique Prad, que ese es su nombre, vive de manera bohemia en el París de los años 1920. Un buen día conoce a alguien y abandona todo. La que le quita los sueños no es otra que Silda, una joven gitana. Dominique abandona su bohemia y se une a una banda itinerante de gitanos.

## Reparto
- Conrad Nagel : Dominique Prad
- Renée Adorée : Silda
- Paulette Duval : Yvonne
- Frank Currier : Coronel
- George K. Arthur: Coronel
- Mateo Betz : Secchi, patriarca gitano
- Helena D'Algy : hermana de Dominique
- Claire Du Brey: hermana de Dominique
- Myrna Loy : estatua viviente

## Contexto
Tras el enorme éxito de la primera película de Sternberg, Cazadores de almas, la actriz y productora Mary Pickford lo invitó a dirigir su próxima película para Metro-Goldwyn-Mayer. En efecto, Sternberg presentó un guion inicial titulado Backwash, una película que incorporaba técnicas novedosas y, en parte, experimentales. Se trataba de una cinta protagonizada por una niña ciega, cosa que Pickford rechazó. Por su parte, Metro-Goldwyn-Mayer asignó a Sternberg, ahora bajo un contrato de ocho películas, un proyecto más convencional, La elegante pecadora. El guion estaba sacado de la novela Escape - el título de trabajo durante la producción estaba basada en una novela del mismo nombre por Alden Brooks, un romance ambientado en Francia después de la final de la Primera Guerra Mundial. MGM revisores considera la novela como "muy dramática, pero leve" que podría ser "una hermosa y atractiva imagen." Sternberg presenta el estudio con "una continuidad de croquis" (es decir, el "tratamiento") basado en el trabajo...y guionista Alicia Duer Miller presentó "un guion de 120 escenas basado en la novela". MGM estimación de Sternberg sketch fue positivo, con una advertencia: "refrescante...parece que ser dirigida hacia [a] tratamiento pictórico en lugar de una forma lógica y coherente el desarrollo de la historia."  Sternberg viajó a Quebec, Canadá, para reunir un sentido de francés Canadiense de "atmósfera".

## Producción
La elegante pecadora fue rodada en Hollywood durante el mes de febrero de 1925. Robert Florey, el asistente de dirección de la película, ofrece un bosquejo de la personalidad de Sternberg en el set en la revista Hollywood d'hier et d'aujourd'hui.
La Metro-Goldwyn-Mayer había sufrido recientemente las «rabietas teutónicas» del director Erich von Stroheim durante el rodaje de La Viuda Alegre y no les hizo gracia el histrionismo de Sternberg. A medida que avanzaba la producción, los ejecutivos del estudio comenzaron a dudar del compromiso de Sternberg para satisfacer sus expectativas de éxito comercial. A pesar de las excentricidades de Sternberg, Florey consideró la película terminada como cinematográficamente avanzada en cuanto a técnica fotográfica, describiéndola como "llena de interés" y exhibiendo "el humor del que Sternberg era un maestro".
 
Cuando MGM revisó la "versión final", la película fue considerada "fotográfica y pictóricamente [impresionante]... Pero es en vano que busquemos el tema de la historia". Un lector del personal de MGM consideró que "valió la pena reconstruir la historia y la imagen" mediante la reedición, así como "inyectar algunas secuencias vitales". Después de una rigurosa reelaboración y un nuevo título, La elegante pecadora, la película se preestrenó a una audiencia de prueba en marzo de 1925 y "la [mala] reacción del público... fue un duro golpe para la producción". El preestreno parece haber sido "crucial" para determinar la decisión de MGM de no estrenar la película. A pesar de la considerable inversión, "La elegante pecadora quedó en suspenso". Los ejecutivos del estudio esperaban "convertirla en algo [atractivo] para un público masivo". Su ambivalencia hacia la película resultaría en "dos versiones de la película [guiones] que MGM finalmente haría y estrenaría en 1927". Para cuando se retiró La elegante pecadora, Sternberg ya se había pasado a The Masked Bride, el proyecto que lo llevaría a abandonar la MGM en el verano de 1925, tras tan solo dos semanas. Su sustituto, Christy Cabanne, se llevaría la dirección en exclusiva del largometraje de Mae Murray.
En un esfuerzo por rescatar La elegante pecadora, «MGM encargó a su veterano director Phil Rosen una segunda versión de la película... con las mismas estrellas». Esto demuestra que el estudio estaba en condiciones financieras y organizativas de retrasar el estreno de una producción importante y «mientras tanto, reescribir y rodar la película por completo con otro director para intentar producir una película rentable». La película fue reescrita como «un romance agridulce en tiempos de guerra, con la esperanza de emular el éxito de El gran desfile (1925) de King Vidor, que también contó con la participación de Renée Adorée en un romance con un joven francés». Como resultado, «MGM tenía dos películas en su catálogo que compartían la fuente de la historia, el título y sus estrellas. No está claro si la película de Rosen también utilizó material filmado por Sternberg en 1925». La versión de Rosen se tituló "El Cielo en la Tierra... una comedia de farsa... narrada en pantalla de forma ágil y lógica, unificando la trama y captando la atención del público", según un crítico de MGM. La segunda película se estrenó en 1927, tras varias reediciones.
El historiador de cine John Baxter describe el sistema de estudios de Hollywood que estaba surgiendo cuando Sternberg empezó a realizar largometrajes comerciales.

## Respuesta crítica
Como La elegante pecadora nunca se estrenó al público general, la recepción de la película se limitó a los empleados de los estudios involucrados en la producción y a los historiadores de cine. A principios de la década de 1930, el documentalista y crítico John Grierson defendió la película y a su director: "Hizo una excelente película para Metro titulada La elegante pecadora y lo habían despedido de la nómina por aportar un toque local genuino a la escena bretona". Su existencia, a día de hoy es dudosa.
La Junta Nacional de Crítica, a pesar del pobre rendimiento de la película y las propias dudas de Sternberg, seleccionó La elegante pecadora entre las cuarenta mejores películas de 1926.